# Décision Avenir de l'école
La décision n°2005-512 DC du 21 avril 2005, dite décision Avenir de l'école est une décision du Conseil constitutionnel français de 2005, dans laquelle ce dernier fait application du principe constitutionnel de normativité de la loi et déclare la valeur règlementaire de dispositions organiquement législatives, mais matériellement règlementaires.

## Historique

### Jurisprudence antérieure du Conseil constitutionnel

#### Jurisprudence sur le domaine de la loi et le domaine du règlement
Le Conseil constitutionnel refuse, depuis sa décision Blocage des prix et des revenus du 30 juillet 1982, de censurer les dispositions matériellement règlementaires et organiquement législatives,,, (c'est-à-dire celles qui, bien qu'ayant été adoptées par le Parlement, faisant application de la procédure législative, relèvent du domaine règlementaire).

#### Jurisprudence sur la normativité de la loi
Traditionnellement, le Conseil constitutionnel rejetait le moyen tiré de la non normativité de la loi, estimant qu'il était inopérant (notamment, dans la décision n°2003-483 DC du 14 août 2003). Il estimait, en effet, qu'un texte dépourvu d'effet juridique ne pouvait être contraire à la Constitution. Il affirma, dans sa décision Loi organique relative à l'autonomie financière des collectivités territoriales du 29 juillet 2004, que la loi a portée normative,.

#### Jurisprudence sur l'objectif de valeur constitutionnelle d'accessibilité et d'intelligibilité de la loi
Le Conseil constitutionnel consacre l'objectif de valeur constitutionnelle d'accessibilité et d'intelligibilité de la loi dans une décision de 1999,.

### Genèse de la décision
Dans les années précédant la décision Avenir de l'école, la doctrine et le Conseil d'État, dans son rapport public de 1991, constatèrent la dégradation de la qualité de la loi.
En 2005, dans son discours de présentation des vœux au président de la République, Pierre Mazeaud, alors président du Conseil constitutionnel, dénonce la "dégradation de la qualité de la loi". Il y déclare que le Conseil constitutionnel est "prêt à censurer les neutrons législatifs",.

## Contenu et motivation de la décision

### Application du principe de normativité de la loi
Dans sa décision Avenir de l'école, le Conseil constitutionnel applique le principe de normativité de la loi, à valeur constitutionnelle, sur le fondement de l'article 6 de la Déclaration des droits de l'homme et du citoyen de 1789, selon lequel "la loi est l'expression de la volonté générale" et de "l'ensemble des autres normes constitutionnelles relatives à l'objet de la loi",. En effet, selon Pierre Mazeaud, dans la Constitution, "la loi est 
le sujet de verbes ayant tous un contenu « décisoire » (détermine, fixe, ordonne, régit, réglemente, défend, exclut etc.)". Toutefois, l'article 3, alinéa 5 de la Constitution, fait exception à ce principe, en employant le verbe "favoriser",. Selon la constitutionnaliste Véronique Champeil-Desplats, le Conseil constitutionnel apprécie le caractère normatif d'un énoncé principalement en fonction de son caractère abstrait ou polysémique, bien qu'il prenne aussi en considération la non impérativité de l'énoncé. Selon le publiciste Guillaume Glénard, le fondement constitutionnel choisi pour le principe de normativité de la loi apparaît fragile, la mention de la "volonté générale" dans l'article 6 de la Déclaration des droits de l'homme étant une référence à la théorie politique de Jean-Jacques Rousseau, laquelle n'implique que la loi ait portée normative et les verbes mentionnés par Pierre Mazeaud n'indiquant pas que la loi ait portée normative, le verbe "déterminer" étant d'ailleurs employé au sujet des lois de programme, pouvant être dépourvues de portée normative.
Le Conseil constitutionnel admet toutefois que ce principe ne s'applique que "sous réserve de dispositions particulières prévues par la Constitution" ; ainsi, admet-il dans son douxième considérant, que les dispositions pouvant trouver leur place dans une loi de programme, en application de l'article 34 de la Constitution ne sont pas concernées,,. La même solution est applicable aux lois de plan et aux rapports annexés aux lois de finances et de financement de la Sécurité sociale.

### Déclassement de dispositions matériellement règlementaires
Les dispositions matériellement règlementaires sont déclassées sans être censurées. Le commentaire autorisé de la décision indique que pour procéder à ce déclassement préventif, le Conseil constitutionnel s'est fondé sur l'article 37 de la Constitution, lequel permet au Conseil de déclarer le caractère règlementaire de dispositions,. Pour le publiciste Guillaume Glénard, cette solution est " inconciliable avec les règles de fond et de procédure applicables"-notamment, avec l'article 24 de l'ordonnance n°58-1067 du 7 novembre 1958 portant loi organique sur le Conseil constitutionnel, disposant que "dans les cas prévus à l'article 37 (alinéa 2) de la Constitution, le Conseil constitutionnel est saisi par le premier ministre.",.
Pour Jean-Pierre Camby, les dispositions ainsi déclassées doivent être considérées comme demeurant formellement législatives, mais pouvant être modifiées par voie règlementaire ; ces dispositions ne pourraient donc faire l'objet d'un recours pour excès de pouvoir.

### Consécration du principe de sincérité des débats parlementaires
C'est dans la décision Avenir de l'école que le Conseil constitutionnel fait pour la première fois référence au principe de sincérité des débats parlementaires.

### Précisions sur l'objectif d'intelligibilité de la loi et le principe de clarté de la loi
Le Conseil constitutionnel précise que s'il existe un objectif de valeur constitutionnelle d'intelligibilité de la loi ainsi qu'un principe de clarté de la loi, c'est "afin de prémunir les sujets de droit contre une interprétation contraire à la Constitution ou contre le risque d'arbitraire, sans reporter sur des autorités administratives ou juridictionnelles le soin de fixer des règles dont la détermination n'a été confiée par la Constitution qu'à la loi",,.

## Portée
Le Conseil a réaffirmé le principe de normativité de la loi, à propos de lois mémorielles, dans des décisions en date du 28 février et du 29 novembre 2012. Toutefois, la publiciste Florence Lefebvre-Rangeon constatait en 2016, qu'aucune censure n'avait été prononcée sur le fondement du principe de normativité de la loi. Ce n'est que lors de l'examen de la loi Sapin II que le Conseil constitutionnel a à nouveau censuré une disposition non normative.
Il a abandonné la jurisprudence permettant le déclassement des dispositions matériellement règlementaires, dans sa décision n°2012-649 DC du 15 mars 2012,. Le commentaire autorisé de la décision précise : "cette décision de 2005 constitue une décision d’espèce, rendue dans le contexte particulier d’un débat sur la « qualité de la loi ». Elle n’avait pas de précédent et le Conseil constitutionnel n’a pas estimé nécessaire de lui donner une suite.",
Dans une décision du 13 octobre 2005, le principe de sincérité des débats parlementaires devint le principe de clarté et de sincérité des débats parlementaires,.